# La Carabine de la mort
Pour plus de détails, voir Fiche technique et Distribution.
La Carabine de la mort est un film muet français réalisé par Henri Desfontaines et Paul Garbagni, sorti en 1913.

## Fiche technique
- Titre : La Carabine de la mort
- Réalisation : Henri Desfontaines et Paul Garbagni[1]
- Scénario : Paul Garbagni[1]
- Société de production : Pathé Frères[1]
- Société de distribution : Pathé Frères[1]
- Métrage : 830 mètres
- Format : Noir et blanc — 35 mm — 1,33:1 — Muet
- Genre : Film dramatique
- Durée : 27 minutes 40
- Date de sortie : 17 octobre 1913[1]

## Distribution
Source : cinema.encyclopedie.films.bifi.fr
- Romuald Joubé : Fred Curtis
- Maxime Desjardins : Karl, l'ingénieur
- Jacques Grétillat : Delormel
- Natacha Trouhanova : Musidora
- Jeanne Grumbach